# Sof'ja Tolstaja
Sòf'ja Andrèevna Bers, detta Sonja, coniugata Tolstàja, in russo Со́фья Андре́евна Толста́я? (Glebovo-Strešnevo, 22 agosto 1844 – Jasnaja Poljana, 4 novembre 1919), è stata una contessa russa, moglie di Lev Nikolàevič Tolstòj, da lei confidenzialmente chiamato «Lëvočka», dal quale ebbe tredici figli.
Assidua copista dei manoscritti di Tolstoj, oltre che sua fida amministratrice, gli visse accanto per quarantotto anni, rivelando una personalità altrettanto inquieta e attraversando con lui il dramma di una lunga e insanabile crisi coniugale che a più riprese spinse il marito ad abbandonare la famiglia.
Osteggiata dai cosiddetti tolstoiani perché restìa ad assecondare il coniuge nelle sue più ardite scelte morali, fu considerata – specie dopo la tragica morte dello scrittore – alla stregua di una moderna Santippe. Non mancò tuttavia chi la difese, apprezzando in lei non solo la donna dal carattere sensibile e deciso, ma anche la diarista e la memorialista, nonché l'autrice di narrativa.

## Biografia
La biografia di Sof'ja Tolstaja, correntemente chiamata Sonja, è legata in maniera inestricabile alla storia sentimentale da lei vissuta con Lev Tolstoj, tanto che il suo diario è stato definito da Vittorio Saltini come un «romanzo d'amore».
La loro relazione suscitò grande scalpore agli inizi del secolo XX e tornò a destare interesse in ogni ricorrenza che li riguardasse. Nel 2010, in occasione del centenario della morte dello scrittore, si è verificata una riscoperta della figura di Sonja, con nuove edizioni delle sue opere e di quelle dei figli. Il dramma familiare che li coinvolse non ha smesso di appassionare anche per il numero di osservatori diretti che ne lasciarono testimonianza, offrendo così una molteplicità di prospettive. Come scritto da Cynthia Asquith,

### Famiglia d'origine
Nata in una dacia del villaggio di Pokrovskoe, a nord-ovest di Mosca, nella tenuta di Glebovo-Strešnevo, Sonja vi trascorse ogni estate fino al matrimonio. In inverno la famiglia si trasferiva in un palazzo statale del Cremlino, poiché il padre Andrei Bers (o Behrs), di origini tedesche, era medico della corte imperiale, oltre che «consulente sanitario capo» del Senato e del Comando militare, ed esercitava la professione a tempo pieno, anche al di là degli incarichi governativi.
La madre, Ljubòv' Aleksandrovna Islàvina, di nobile famiglia russa, era amica d'infanzia di Tolstoj, di due anni più anziana dello scrittore, che ad undici anni se n'era innamorato, tanto da spingerla, per gelosia, giù da un balcone, rendendola claudicante per diverso tempo.
Sonja aveva quattro fratelli e due sorelle. La minore, Tanja, diventerà una frequentatrice abituale di Jàsnaja Poljana e un'amica fedele di Tolstoj, al quale servirà da modello per il personaggio di Nataša Rostova.

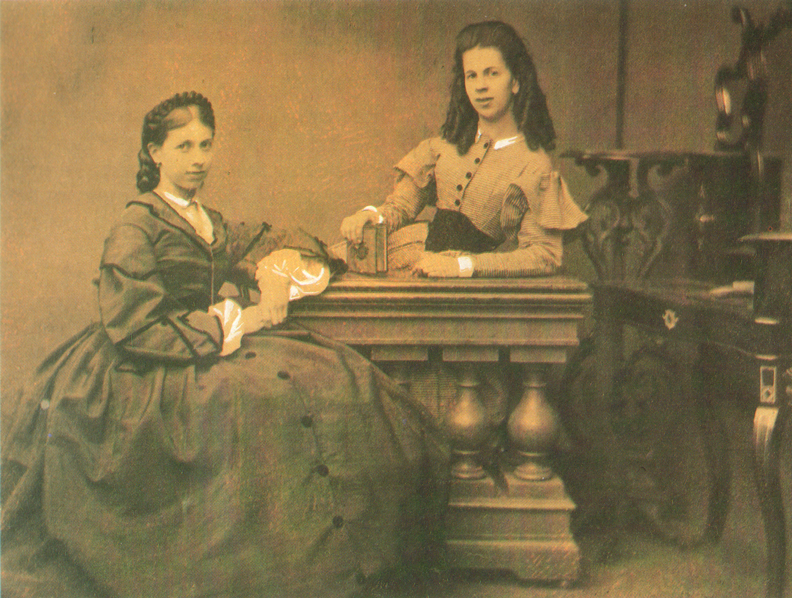
La giovane Sonja (a sinistra) con la sorella Tanja

### Formazione
Assieme alle sorelle, Sonja ricevette la propria istruzione in casa, da parte della madre, delle governanti, di un lettore di francese e di alcuni studenti. Uno di questi, in particolare, le portò da leggere Büchner e Feuerbach, affascinandola alle concezioni materialistiche; ma la giovane, che si sentiva pur attratta dal nichilismo, tornò presto alla fede ortodossa. Ella ricorderà la propria vita da ragazza come «libera, meravigliosa, limpida, per nulla turbata» e perfino tesa all'ascetismo.
Studiò per conseguire il diploma di maestra, preparando un saggio intitolato Musica. A sedici anni si recò all'Università di Mosca per sostenere gli esami da privatista, superandoli con successo (scriverà settant'anni dopo di «andare ancora fiera» di quel diploma). Era il periodo dell'abolizione della servitù della gleba, e Sonja, come altri giovani, si sentiva entusiasta dell'evento. Conclusi gli studi, compose la novella Nataša, che vedeva come protagoniste lei e la sorella Tanja.
La letteratura l'appassionava, perciò Tolstoj, che aveva circa il doppio della sua età, rappresentava per lei, prima ancora che un amico di famiglia, un modello culturale: il racconto Infanzia (1852) era stato il libro che, assieme al David Copperfield di Dickens, più l'aveva interessata, tanto che ne aveva trascritti alcuni passi per impararli a memoria, ad esempio: «Torneranno mai la freschezza, la spensieratezza, il bisogno d'amore e la forza della fede che si possiedono nell'infanzia?».

### Fidanzamento

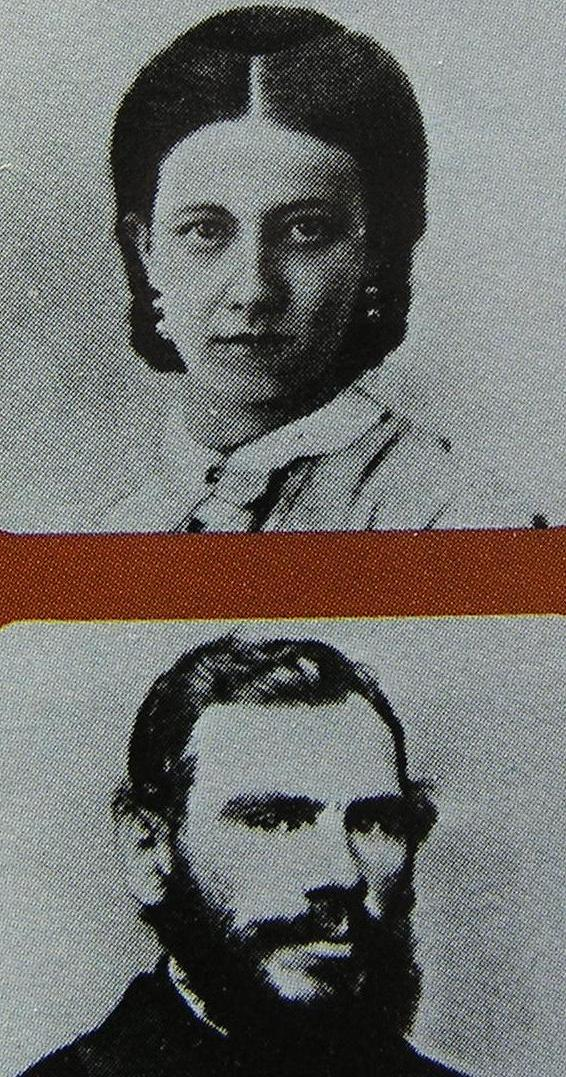
Sonja e Lev al tempo del loro matrimonio. Il 16 dicembre 1862 la contessina appuntò: «Se potessi ucciderlo, e poi ricrearlo esattamente eguale, lo farei con piacere».

Fin da giovanissimo, Tolstoj aveva pensato al matrimonio come ad un rimedio pratico di tutte le sue contraddizioni, sognando nella «felicità coniugale» un riparo dai tumultuosi desideri che lo divoravano. Negli ultimi anni l'ideale matrimoniale non lo aveva più abbandonato, spingendolo a cercare in ogni volto femminile la possibilità di una completa felicità terrena.
Nell'agosto del 1862 il trentaquattrenne autore di Polikuška (la prima opera che la moglie copierà) prese a frequentare quasi quotidianamente casa Bers, sia a Pokrovskoe sia a Mosca. Scrisse alla zia Aleksandra: «Io, vecchio imbecille sdentato, mi sono innamorato» (già a quell'età Tolstoj non aveva più denti). Diede l'impressione d'essere invaghito di Liza, la maggiore delle tre figlie, che aveva diciannove anni, mentre invece covava per la diciottenne Sonja un'irrefrenabile passione, confidata nelle pagine del proprio diario:
Ma il 14 settembre passò, così pure il 15. Tolstoj trascorse la giornata del 16 dai Bers, fermandosi anche la sera, quando giunse Saša, fratello di lei. Poi riuscì a chiamare Sonja in disparte e le consegnò la lettera con la proposta, che lei accettò ancor prima di averla finita di leggere.
Nella lettera, Tolstoj dichiarava inoltre di essere rimasto impressionato dalla novella scritta da Sonja l'estate precedente (si era identificato con vergogna nel personaggio di Dublickij, l'uomo non più giovane di cui la protagonista Nataša s'innamorava; e il 26 agosto aveva annotato nel diario «Mi ha dato da leggere un racconto. Quale forza di verità e di semplicità!»); ma ella bruciò prima delle nozze i propri scritti giovanili.
Il fidanzamento durò appena una settimana, durante la quale il promesso sposo le diede da leggere i propri diari, ricchi di particolari scabrosi, che la inquietarono e rattristarono molto. Nel contempo, i familiari di Sonja soffrirono a doversi improvvisamente separare da lei, che ricorderà:

### Matrimonio
Le nozze si celebrarono il 23 settembre a Mosca, presso il Cremlino, nella Chiesa della Natività della Vergine. Tolstoj avrebbe poi descritto la cerimonia in Anna Karenina, nel capitolo del matrimonio fra Kitty e Levin, rendendo con cura sia il lato esteriore della funzione sia il processo psicologico nell'animo dello sposo.
Quella stessa mattina, lo scrittore si mostrò più agitato di Sonja, che rammenterà:
Prima di partire col marito, abbracciò fra le lacrime i familiari e la madre, che lanciò un grido disperato mentre la figlia si allontanava in carrozza. Vedendo che Sonja, anziché apparire felice, non smetteva di piangere, Tolstoj rimase perplesso e seccato, ma poi ebbe verso di lei molte attenzioni nel corso del viaggio.

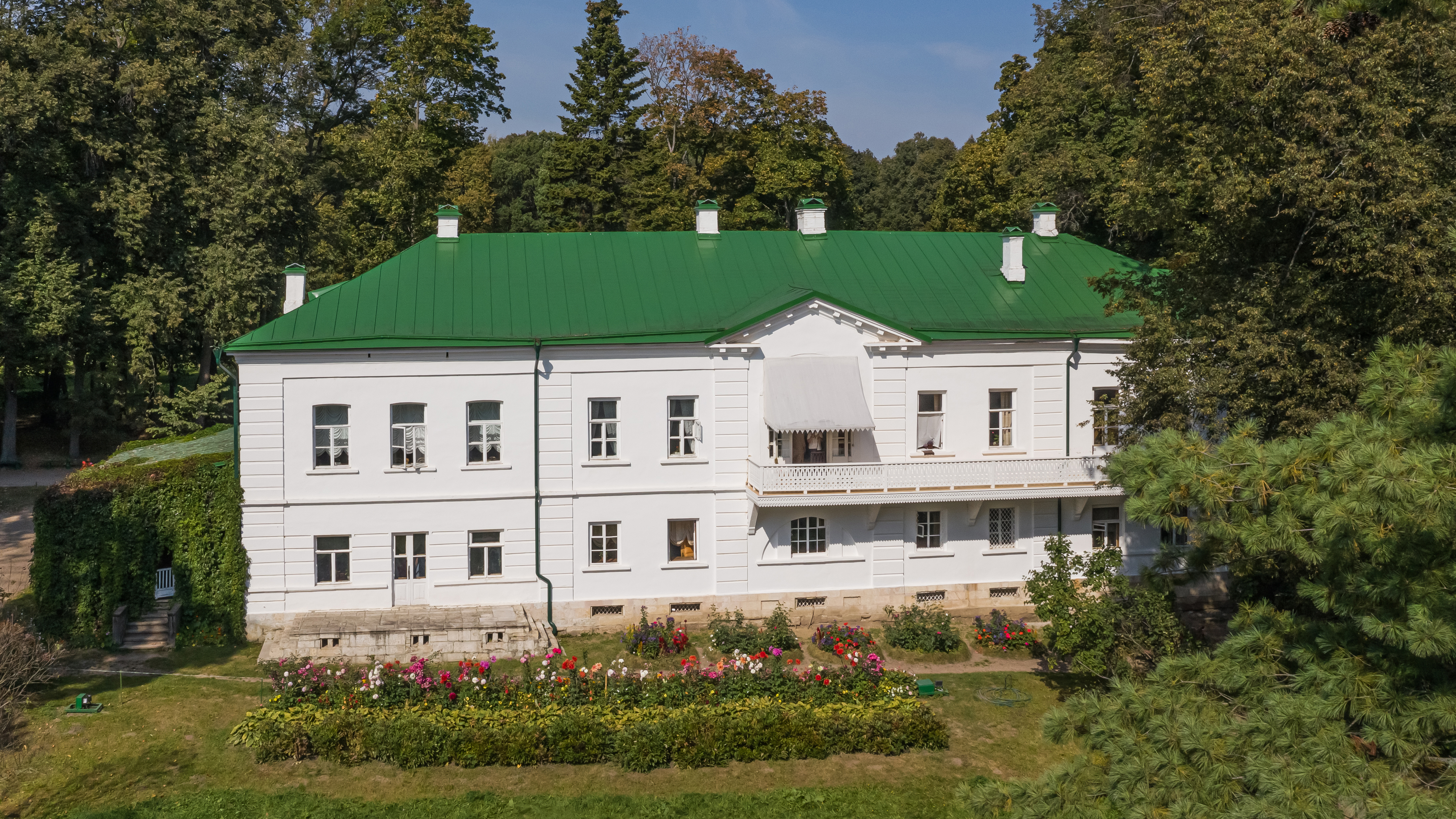
La residenza in cui Sonja visse col marito, diventata dal 1921 una casa museo

Giunsero la sera successiva a Jàsnaja Poljana, per stabilirsi nell'unica dépendance rimasta dell'antica villa padronale che anni addietro lo scrittore aveva ereditato e poi perso al gioco d'azzardo (il resto della casa era stata smontata pezzo per pezzo e ricostruita sulle terre di un vicino). Decisero di risiedervi stabilmente insieme a Tat'jana Aleksandrovna Ergol'skaja, zia di Tolstoj, che là viveva con altre persone, alla cui presenza Sonja dovette adattarsi, nonostante avrebbe preferito una compagnia più giovane ed esuberante. Scriverà il critico letterario Pietro Citati:
Proseguendo la lettura dei diari del marito, venne a sapere dell'appassionata relazione da lui intrattenuta, fra il 1858 e il 1860, con Aksin'ja Anikanova Bazýkina, una vigorosa contadina di Jasnaja Poljana, dalla quale Tolstoj aveva avuto un figlio, nonostante lei fosse sposata. Allo scrittore era sempre piaciuto fermarsi nelle isbe a far l'amore con le popolane e in tarda età avrebbe confessato: «Io ero insaziabile».
In gennaio, durante un soggiorno a Mosca, Sonja prese nota di un proprio incubo notturno:
Il figlio illegittimo, Timofej, non verrà mai riconosciuto, e molti anni dopo lavorerà come cocchiere e conducente di slitta per i Tolstoj, chiamando il padre «signore».
Subito dopo le nozze, Tolstoj completò il racconto I cosacchi, che Sonja lesse malvolentieri, fantasticando intorno alle avventure passionali che egli doveva aver vissuto nel Caucaso. Le risultava insopportabile ogni passaggio in cui si parlava di donne e avrebbe voluto bruciare quelle pagine che testimoniavano il passato amoroso del marito, così come, dopo il fidanzamento, aveva bruciato ogni proprio scritto, compreso il diario tenuto dall'età di undici anni. Ad appena quindici giorni dal matrimonio, riprese in mano la penna con amarezza, per constatare già le prime traversìe coniugali:

### Vita a Jasnaja

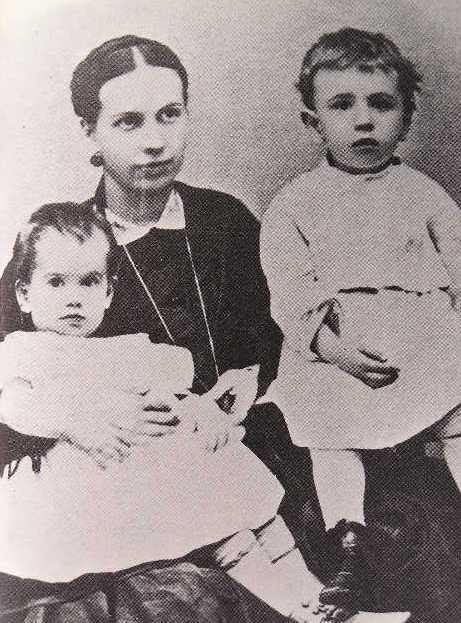
Sonja nel 1867, con il primogenito Sergèj e la secondogenita Tat'jana. Tolstoj scrisse al suocero: «È come se avessimo ricominciata la luna di miele; Sonja è incantevole con i suoi due bambini».

Sonja ebbe sedici gravidanze, di cui tredici giunte a termine. Allattò undici figli, anche per il volere del marito di non ricorrere, almeno per i primi tempi, ad una balia. Scrisse lei stessa in una lettera:
In parte si dedicò personalmente all'educazione dei bambini, insegnando loro francese, tedesco e letteratura russa, ma anche disegno, musica e danza. Con i rudimenti appresi dal padre, amava occuparsi, per quanto poteva, dei contadini ammalati che venivano da lei per farsi curare. Si affaccendò con regolarità a cucire e tagliare abiti per tutta la famiglia; ogni blusa in flanella grigia di Tolstoj era confezionata dalle sue mani.
Sonja avvertiva la necessità di porre un freno all'esclusivo interesse del marito per il popolo, che le pareva in contrasto con la dedizione verso la famiglia. Assumendosi il carico della gestione domestica, eliminò tutto ciò che potesse distrarlo dalla sua attività di scrittore di successo; fu perciò chiusa la scuola per contadini (fulcro degli studi pedagogici di Tolstoj) e gli istitutori licenziati.
Nei primi anni di matrimonio, collaborò col marito alla riuscita del suo romanzo più voluminoso, ricopiandone per ben sette volte le successive stesure. Gli comunicò con una punta d'ironia:
Ella trascriveva con vivo trasporto, abbastanza velocemente da seguire col massimo interesse il romanzo e abbastanza lentamente da poterlo meditare a fondo. Molti anni dopo ricorderà: «Come mi piaceva copiare Guerra e pace!». Quando Tolstoj interrompeva la stesura, lei gli chiedeva: «Ti prego, preparami del lavoro». Sonja lo svolgeva con cura e pazienza, chinando la testa ben pettinata per decifrare le pagine redatte dal marito, colme di cancellature e correzioni, talvolta scritte in ogni senso. Al mattino Tolstoj trovava sul proprio tavolo i fogli ricopiati con una calligrafia chiara e leggibile, a cui aggiungeva altre correzioni o intere pagine annerite da fitti caratteri.
Se egli doveva compiere delle ricerche presso la Biblioteca di Mosca, Sonja gli inviava per posta il proprio lavoro, ricevendo poi le nuove bozze da correggere e copiare. Se il marito le era accanto, finito il lavoro sedeva con lui al pianoforte, dopo aver messo i bambini a letto, per suonare a quattro mani fino a notte fonda. Altre volte si sdraiava ai suoi piedi sopra una pelle d'orso, trofeo di caccia per cui Tolstoj aveva rischiato la vita, aspettando il momento di ritirarsi ciascuno nella propria camera. Vivevano entrambi un'esistenza appartata, lontana dal gran mondo, sentendosi completamente immersi nella creazione del romanzo. Rammenterà Sonja:
A volte Tolstoj leggeva direttamente alla moglie le pagine che aveva scritto e lei gli comunicava le proprie impressioni. Il marito ne teneva conto e in qualche circostanza modificava il testo sulla base dei suggerimenti ricevuti, il che costituiva per Sonja motivo d'orgoglio. In particolare, ella gli chiedeva di eliminare quei brani che le sembravano equivoci per i giovani (ad esempio alcune scene con la bella Hélène) e Tolstoj accoglieva tali richieste. In una lettera del 1864 le scrisse:

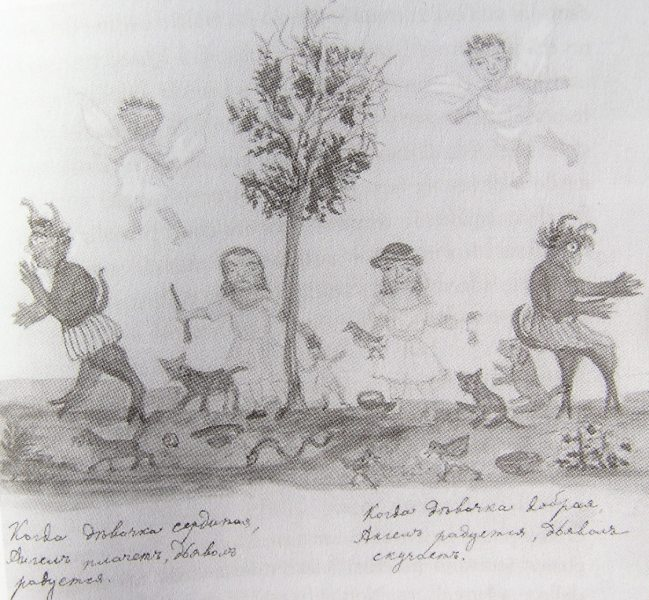
«Quando la bambina si arrabbia, l'angelo piange e il diavolo si rallegra. Quando la bambina è buona, l'angelo si rallegra e il diavolo si annoia» (disegno e firma di Sonja)

Per la stesura dell'opera seguente, la moglie proseguì a collaborare intensamente col marito, annotando con entusiasmo:
Compilò intanto, insieme a lui, un sillabario per il popolo; tale lavoro le piacque molto e si preoccupò di scegliere delle illustrazioni chiare ed essenziali. Per l'Abbecedario e I quattro libri di lettura fu incaricata da Tolstoj di comporre delle frasi e di tradurre alcune leggende e favole celebri di varie culture, adattandole al costume russo; scrisse inoltre lei stessa dei racconti, ai quali, tuttavia, il marito apportò numerose correzioni, per lo più di genere stilistico. Egli aveva ricominciato, dopo quattordici anni, ad occuparsi di pedagogia, desiderando fornire alle masse una letteratura semplice ed edificante. Per breve tempo tornò ad insegnare ai contadini, in una scuola allestita nella casa di Jasnaja Poljana. Sonja svolgeva con lui le lezioni, a cui assistevano i loro figli assieme ai giovani del villaggio.

### Crisi familiare

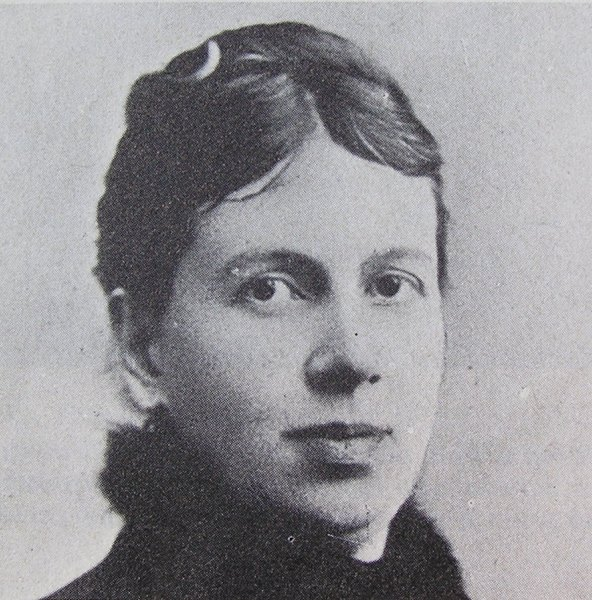
Sonja nel 1875. Il terzogenito Il'jà, tornando con la mente a quel periodo, scriverà: «Quando ho la tosse [la mamma] mi dà le pastiglie di liquirizia e le "gocce del re di Danimarca", così mi piace molto tossire. Quando la mamma mi ha messo a letto e se ne va a suonare il piano con papà, io non riesco ad addormentarmi, mi dispiace che mi abbiano lasciato solo, allora comincio a tossire [...]. Non mi addormenterei per nessuna ragione prima che sia venuta e prima che, versate dieci gocce in un bicchierino, non me le abbia fatte bere».

Se i primi cinque figli (Sergej, Tat'jana, Il'ja, Lev e Marija) stavano crescendo in buona salute, lo stesso non accadde per i successivi tre: nel 1873 morì a novembre Pëtr (nato a giugno dell'anno precedente e poi ammalatosi di difterite), mentre nel 1875 morirono a febbraio Nikolàj (nato ad aprile e sofferente di idrocefalia) e il 1º novembre Varvara, a mezz'ora dal parto. La stesura di Anna Karenina fu completata nell'aprile del 1877, in condizioni più difficili rispetto a Guerra e pace; a questo proposito riferirà Sonja:
Seguirono due gravidanze a buon fine: quella di Andrèj (nato nel dicembre del 1877) e quella di Michaìl (nato sul finire del 1879). Ma l'animo di Tolstoj era inquieto: alla fine degli anni settanta subì un'infatuazione per la contadina Donma, cuoca di Jasnaja, e nel frattempo si era radicata in lui una lacerante crisi interiore, narrata nello scritto autobiografico La confessione:
Sonja e i bambini erano al corrente di questi suoi pensieri e guardavano con terrore la trave alla quale egli aveva la tentazione di impiccarsi.
L'incipit di Anna Karenina recitava: «Tutte le famiglie felici si assomigliano fra loro, ogni famiglia infelice è infelice a suo modo». Ed ecco che la famiglia di Tolstoj trovò la propria infelicità in seguito al logoramento vissuto prima dalla moglie e poi da lui stesso, che nel romanzo appena compiuto si era descritto ironicamente nel personaggio insicuro e nevrotico di Levin, ma anche, drammaticamente, nella protagonista Anna, in cui cadeva in frantumi un mondo di valori. In Anna si sarebbe inoltre identificata Sonja, come lei gelosa e fiera, che una dozzina d'anni dopo mediterà, per violente liti in famiglia, di gettarsi sulle rotaie di un treno in corsa.
Tolstoj studiò a fondo le religioni, la filosofia, la scienza, cercando in esse le risposte alle domande che lo tormentavano. Poi si rivolse alla gente semplice e ne ammirò la fede spontanea. Iniziò a pregare nella sua stanza con fervore, toccando il suolo con la fronte (il che faceva spaventare Lev junior, quando sorprendeva il padre in quella posizione). Per tre anni frequentò assiduamente le pratiche religiose della tradizione russa, osservando con scrupolosità la quaresima e i digiuni, ma infine se ne allontanò, alla ricerca della «pura dottrina di Cristo». Decise di rompere con il proprio passato, respingendo le ricchezze accumulate, i dogmi della Chiesa ortodossa e il modello di vita familiare sognato in gioventù. Queste idee di rivolta le metteva per iscritto, e Sonja, mentre ne faceva bella copia, si sentì male a leggerle, come ella poi spiegherà:

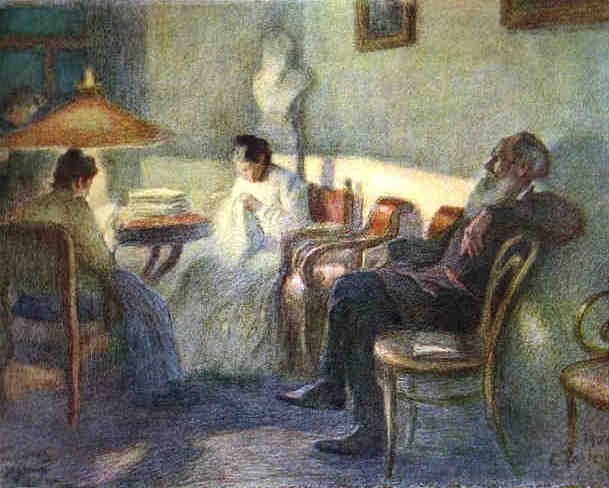
Lev Tolstoj nel cerchio di famiglia del post-impressionista Leonid Pasternak

Iniziò a darle il cambio, appena adulta, la figlia maggiore Tat'jana, sostituita in seguito dalle sorelle Marija (detta Maša) e Aleksandra (detta Saša).

### Insediamento a Mosca
Verso la fine del 1881 la famiglia si trasferì a Mosca per la stagione mondana (l'inverno lo era, per la nobiltà russa). Tolstoj comprò allora una casa in città per risiedervi stabilmente, così da permettere ai figli ormai grandi di ricevere una migliore istruzione. Sonja, che aveva appena affrontato un nuovo parto, trascorreva le giornate e le serate in compagnia dell'alta società, facendo o ricevendo visite, mentre il marito stringeva rapporti con persone d'altro genere: lavorava con i segatori di tronchi, frequentava le prigioni e gli ospizi, distribuiva il proprio denaro in ogni occasione, si recava nelle fabbriche e nei mattatoi fuori città (il che contribuì a renderlo vegetariano) e ogni tanto portava con sé il figlio Lev junior. Partecipò inoltre come volontario al censimento municipale per visitare il quartiere dei bassifondi di Mosca. La moglie parlava poco con lui e scambiò l'estraneità delle loro vite per un apparente ritorno alla serenità. Scrisse alla sorella:
Tolstoj invece non stava ritrovando la tranquillità. Quando la sera tornava a casa in silenzio dai propri giri, sconvolto dalle miserie a cui aveva assistito, il cuore gli si stringeva per la vergogna di fronte al lusso che lo circondava. Sonja, che aveva pensato alle inquietudini da lui vissute negli ultimi anni come ad un disturbo passeggero, vide riesplodere più forte di prima, ormai irrefrenabile, l'indignazione del marito verso lo status quo del suo nucleo familiare e della società a cui apparteneva. Egli avrebbe voluto che anche la moglie e i figli si fossero avvicinati al popolo sofferente, rinunciando alle ricchezze e ai privilegi, ma al giudizio di Sonja tali discorsi non poterono che sembrare una follia autodistruttiva. Ricorderà:
Ella aveva cercato risposte nella filosofia, appassionandosi in particolare a Platone, Seneca, Epitteto, Marco Aurelio e Spinoza, ma le distanze dal marito non fecero che aggravarsi: questi partiva spesso da Mosca per restare in solitudine a Jasnaja Poljana e scrisse ad un corrispondente: «Non potete immaginare [...] a quale punto il mio vero io sia disprezzato da tutti coloro che mi circondano»; ma nell'ottobre del 1883 ricevette la visita di Vladimir Čertkov, un giovane ufficiale che lo ammirava così tanto da voler fondare una nuova dottrina d'ispirazione cristiana denominata «tolstoismo», a cui presto si sarebbero aggiunti stuoli di adepti. In Sonja cominciò allora a germinare una terribile gelosia verso chi stava prendendo il suo posto tra gli affetti del marito. Scriverà:

### Minacce e compromessi

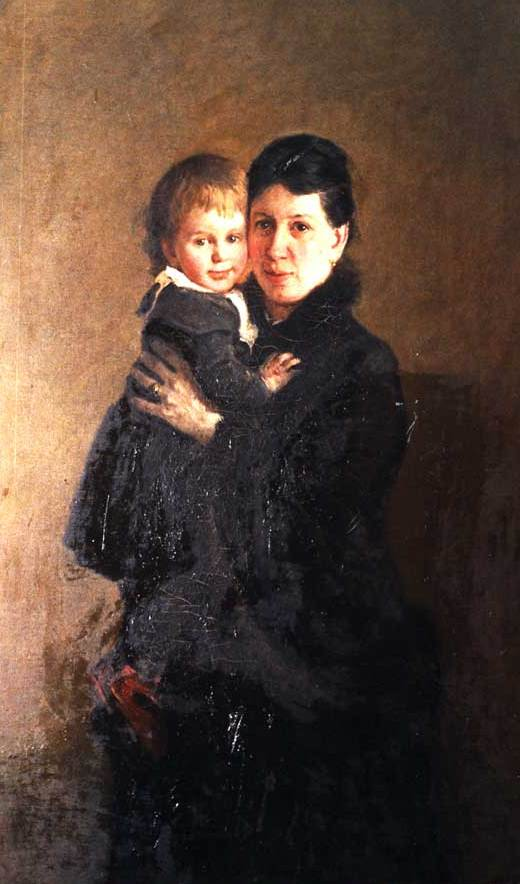
Sonja con in braccio Aleksandra, in un ritratto del 1886 di Nikolaj Nikolaevič Ge

Il 1884 fu per loro un anno di tremenda crisi. Dopo che le discussioni si erano susseguite senza altro risultato che ferite reciproche, nella notte fra il 17 e il 18 luglio Tolstoj caricò una bisaccia sulle spalle e lasciò l'abitazione. Egli trascorreva intere giornate a falciare nei campi e lo sfiorò il pensiero di prendere con sé una popolana per cominciare una nuova esistenza tra i contadini. Così ricorderà quella sera la figlia Tat'jana, allora ventenne:
Il marito non andò lontano: sapeva che la moglie stava per partorire. Ma il suo ritorno non fu caloroso; racconterà Sonja:
Alle sette nacque Aleksandra. Quando era incinta di lei, la madre aveva cercato di abortire. Si era recata a Tula da una levatrice, che però, venuta a conoscenza della sua identità, le aveva negato ogni aiuto per paura delle conseguenze. Sonja aveva allora provato a fare da sola, immergendosi in bagni caldi e dedicandosi a lavori pesanti, ma tutto era stato inutile. La piccola avrebbe poi appreso dalla bambinaia di non essere stata voluta, ritrovandosi costantemente sola, senz'affetto né carezze, così da sviluppare un carattere rigido e chiuso. Sentendosi invisa alla madre, crescerà interamente devota al padre, rappresentando per lui un importante sostegno morale.
Agli inizi del 1885 Sonja assunse personalmente la gestione dei diritti d'autore del marito (con l'intenzione di raccoglierne le opere in un'edizione completa), incoraggiata nell'iniziativa da Anna Dostoevskaja, vedova di Fëdor Dostoevskij. Sul finire dell'anno precedente, dopo altri mesi di tensione, la crisi era giunta al culmine: Tolstoj aveva minacciato di fuggire a Parigi o in America, mentre Sonja gli rispondeva: «Dato che non posso vivere senza di te, se parti ti uccido», ma lei stessa fu sul punto di abbandonare la casa, come avrebbe poi scritto alla sorella:
Nel gennaio del 1886 morì il figlio Aleksèj, nato nell'ottobre del 1881. Il marito continuava a risiedere per lo più a Jasnaja Poljana, assistendo con assiduità un'anziana vedova di misere condizioni. Nel 1887 egli scrisse Della vita, un trattato in cui esponeva le concezioni filosofiche da lui maturate negli ultimi anni, le cui conseguenze pratiche avevano costituito la causa principale delle liti in famiglia; ma in tale circostanza i coniugi sembrarono ritrovare un'intesa. Riferisce la figlia Tat'jana:
D'altro canto, in Tolstoj permaneva il desiderio di distribuire ogni propria ricchezza e di andare per sempre a fare la vita del contadino. Da quando la famiglia si era trasferita a Mosca, egli aveva iniziato a vestire d'abitudine come un mužik, con tanto di casacca, larghi calzoni e stivali. Affidò alla moglie la gestione degli averi, oltre che delle opere già pubblicate, gravandola così di un compito amministrativo che la stremò. In principio, Sonja rifiutò la proposta del marito d'intestare a lei i suoi beni (obiettando: «Come, pensi che la proprietà sia un male e quel male lo vuoi rovesciare su di me!»), ma poi accettò di gestire con una delega i suoi affari e infine acconsentì che i beni venissero legalmente divisi tra lei e i figli. Qualche volta partecipò ai lavori campestri, finché, non essendo abituata a quel genere di fatica, si ammalò e dovette astenersi per sempre dagli sforzi fisici.

### LaSonatadella discordia
A dispetto dei bollori soddisfatti in gioventù e della numerosa progenie che la moglie gli aveva garantito, Tolstoj espresse nella Sonata a Kreutzer una severa condanna verso ogni forma di rapporto sessuale, anche all'interno del matrimonio, scrivendo nella Postfazione dell'opera:
Nello stesso testo, Tolstoj affermava che «non può esistere matrimonio cristiano».
Agli inizi del 1890, tale romanzo circolava ampiamente in Russia attraverso copie manoscritte ed era già stato tradotto all'estero (in Danimarca e negli Stati Uniti), raccogliendo il biasimo dei religiosi come dei progressisti. Il giorno di Natale, Sonja annotò nel diario:
Continuava a temere che le sarebbe nato un altro bambino e questa ipotesi la tormentava. Qualche mese dopo scrisse di Tolstoj: «predica la continenza, mentre nei fatti...».
E pensare che la Sonata n. 9 di Beethoven – da cui aveva mutuato il titolo il romanzo del marito – le era sempre piaciuta: l'aveva provata al piano con la figlia Tat'jana, commuovendosi quando il primogenito Sergej l'aveva eseguita al violino, tanto da commentare nel diario: «Che forza e che espressione di tutti i sentimenti!».
Al dibattito sul romanzo prese parte anche il quartogenito Lev, allora ventenne, che tra i figli era stato il più attratto dalle idee sviluppate dal padre, per poi allontanarsene maggiormente, divenendo uno strenuo difensore della madre. Egli scrisse Il preludio di Chopin, un racconto che prese la forma di una risposta alla Sonata, opponendo alla dottrina della castità assoluta un ideale di felicità familiare simile a quello che tanto era stato caro a Tolstoj in gioventù. Lev junior lo metterà in pratica senza patire le stesse vicissitudini del padre, sposandosi presto con una svedese che gli darà dieci figli.
Nel settembre del 1891, a costo di aspre liti, Sonja persuase il marito, che voleva rinunciare ai diritti d'autore su tutte le opere, a limitare tale rinuncia alle sole opere da lui scritte dopo il 1881, anno d'inizio della sua nuova vita spirituale. In marzo si era recata nella capitale (che era allora San Pietroburgo) per ottenere direttamente dallo zar Alessandro III il permesso di pubblicare la Sonata, della quale aveva corretto le bozze nonostante il dispiacere per le considerazioni sul matrimonio ivi espresse dal marito. Lamenterà nel diario:
Ricevutala a corte, lo zar si confessò ammiratore di Tolstoj e le concesse di pubblicare la Sonata nelle Opere complete da lei curate (abbastanza costose da non poter avere diffusione al di fuori della classe agiata), alle quali Sonja si dedicava intensamente; era sempre stata miope e, a forza di lavorare giorno e notte alle bozze, con la vecchiaia finì per compromettere l'uso d'un occhio.
Nel novembre dello stesso anno, pubblicò sulla rivista Russkija vedomosti una lettera aperta (con le parole «Tutta la mia famiglia si è dispersa per soccorrere il popolo che muore di fame...») per chiedere ai lettori di cooperare alle iniziative del marito in favore delle popolazioni della Russia centrale colpite dalla carestia. Della lettera diedero notizia tutti i giornali russi e molti di quelli stranieri, permettendo così a Sonja di raccogliere cospicue somme destinate all'acquisto di vettovaglie da inviare per ferrovia, con convogli speciali, ai centri di soccorso. Con i tessuti ricevuti dalle manifatture, ella faceva inoltre confezionare, a donne indigenti che ne ricevevano un compenso, dei capi di biancheria da distribuire ai bisognosi. Tali attività proseguirono nei due anni seguenti.
Tra il 1892 e il 1893 elaborò una propria risposta alla Sonata: il romanzo breve Di chi è la colpa? (Чья вина?, tradotto anche come Amore colpevole), che restò a lungo nel cassetto finché venne pubblicato postumo, una decina d'anni dopo la morte dell'autrice. In quest'opera d'ispirazione autobiografica Sonja narrò la vicenda di Anna, una diciottenne senza macchia che nel giorno delle nozze col trentacinquenne Prozorskij, quand'egli la bacia appassionatamente in carrozza, si sente umiliata e abusata, vedendo in lui un individuo interessato solo all'appagamento carnale. In seguito Anna s'invaghisce, in maniera puramente platonica, di un artista dall'animo sensibile, ma Prozorskij, reso furioso dalla gelosia, la uccide, scambiando il suo amore innocente per un amore colpevole.

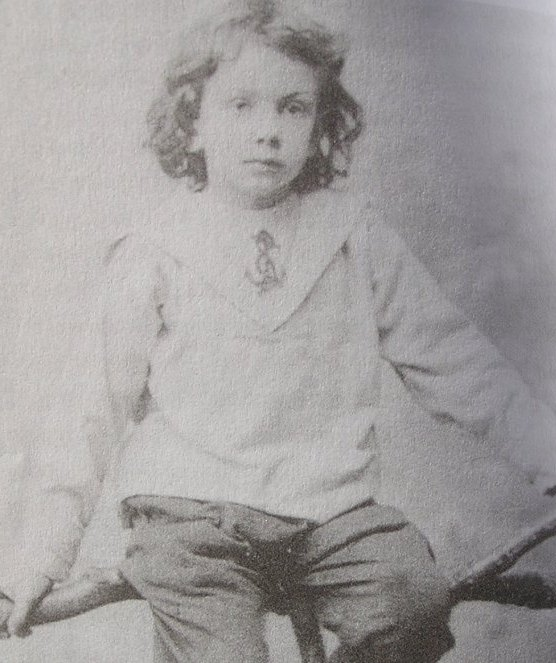
Il piccolo Ivan (detto Vanička) nel 1894

### Ferita nell'anima
Con gli anni novanta Sonja iniziò a coltivare una serie di progetti di suicidio che avrebbero caratterizzato i suoi pensieri per circa un ventennio.
Agli inizi del 1895 si allontanò da casa con l'intento di lasciarsi morire per assideramento, impressionata dalla trama del racconto Il padrone e il lavorante, che Tolstoj aveva appena terminato e consegnato a Čertkòv senza volere che la moglie lo inserisse nelle Opere complete (decisione poi cambiata per le proteste di lei). Lo scrittore aveva infatti fondato dieci anni prima, con gli amici tolstoiani, la casa editrice Posrednik, entrata col tempo sempre più in concorrenza con i progetti editoriali curati dalla contessa.
In febbraio, l'improvvisa morte per scarlattina del figlioletto Ivàn, di sette anni, la segnò indelebilmente. Un giorno gridò, fuori di sé: «Perché, perché doveva essere Vanička e non Aleksandra?» e la bambina udì quelle parole terribili. Sonja, che aveva concentrato sull'ultimogenito tutto l'amore di cui era ancora capace, fu presa dalla disperazione e cercò rifugio nella preghiera. Per non lasciarla sola, Tolstoj – che si era allontanato sempre più dalla fede ortodossa – l'aspettava fuori dalla chiesa e la riaccompagnava a casa. A distanza di un anno e mezzo da quel lutto, lei scriverà alla sorella:
Nella stessa lettera comunicò il sollievo di aver riscoperto la passione per la musica (grazie ad un soggiorno estivo in casa Tolstoj del compositore e pianista Sergej Ivanovič Taneev, che a Sonja parve essere stato mandato da Vanička):
Il marito, d'altra parte, era preoccupato dell'entusiasmo suscitato in lei da Taneev, e riuscì a calmare le proprie crisi di gelosia solo durante una sosta al monastero di Òptina Pùstyn', nell'agosto del 1896.
Nel luglio del 1898, per insofferenza verso la situazione familiare, lo scrittore progettò di fuggire in Finlandia con l'aiuto di alcuni amici, ma vi rinunciò poco dopo. In novembre, con il supporto della cognata Tanja, cercò senza successo di convincere la moglie a rompere i rapporti con Taneev, per il quale Sonja aveva ammesso di provare un sentimento platonico. Ella iniziò nel medesimo anno la lunga copiatura di Resurrezione, mal sopportando certe descrizioni contenute nel romanzo, dato che il marito si era ispirato per la trama al ricordo di Gaša, un'innocente cameriera da lui sedotta in gioventù, che aveva preso una cattiva strada dopo essere stata licenziata e abbandonata a sé stessa.

### Ritorno a Jasnaja

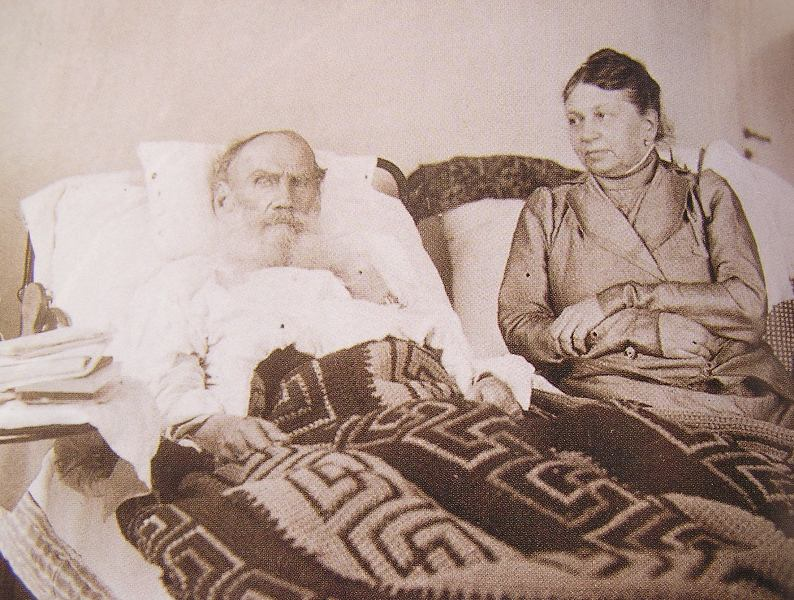
Sonja accanto al marito ammalato, nel maggio del 1902 a Gaspra, in Crimea

Nel 1901, dopo che Tolstoj fu scomunicato dal Santo Sinodo (a cui Sonja inviò una lettera addolorata, quanto vana), ella si stabilì con lui in Crimea per farlo rimettere da una serie di acciacchi, ma nel gennaio del 1902 il marito si ammalò gravemente di polmonite, e in aprile, mentre era ancora convalescente, di tifo. Fino alla guarigione, fu accudito instancabilmente dalla moglie, che ebbe a riferire così le proprie attenzioni:

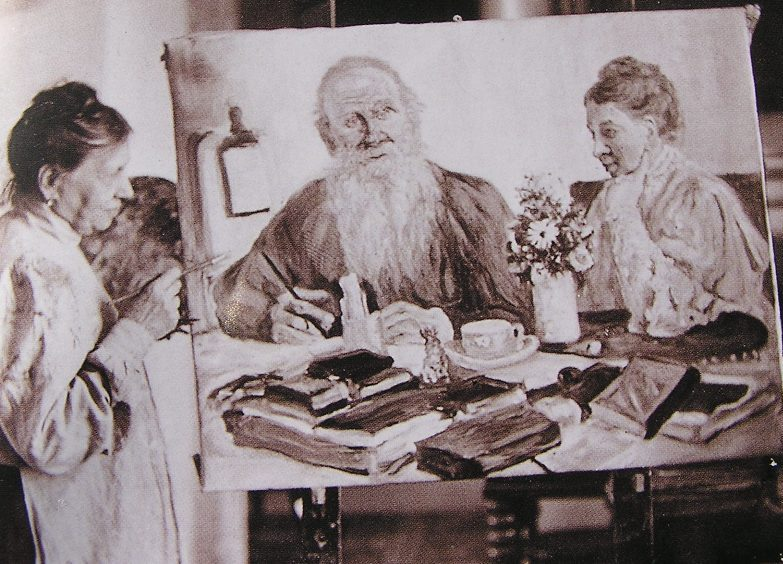
Sonja dipinge la copia di un ritratto di Il'ja Efimovič Repin

La famiglia non riprese più a vivere a Mosca, ma fece il viaggio di ritorno, in luglio, verso Jasnaja Poljana. Qui i coniugi ritrovarono serenità, dedicandosi ciascuno alle proprie occupazioni. Sonja frequentava spesso il Museo storico di Mosca, impegnata nella stesura delle proprie memorie ed immersa nell'hobby della pittura, in merito al quale ricorderà: 
Scoraggiata dalla forte miopia di cui soffriva, si dedicò poco alla pittura dal vero, concentrandosi a copiare le celebri opere presenti in salotto, come il ritratto di Tolstoj di Ivan Nikolaevič Kramskoj.
Nel 1903 la vita familiare proseguì in grande tranquillità. La tenuta era mèta di numerosi visitatori da tutto il mondo e i litigi si fecero meno frequenti. Ma nel 1904 la stabilità coniugale tornò al punto di rottura per la gelosia che Sonja aveva ripreso ad instillare nel marito corteggiando Taneev, rimasto negli anni un ospite abituale della casa. Ella gli aveva scritto una lettera d'amore, che Taneev – poco interessato alle donne – aveva distrutto. Suscitando finanche l'irritazione di Aleksandra, la contessa si mostrava allegra ed emozionata in presenza del grassoccio pianista, per poi singhiozzare addirittura di commozione quando egli le suonava una delle Romanze senza parole di Felix Mendelssohn.
In agosto, mentre infuriava la guerra russo-giapponese, Sonja visse la dolorosa esperienza di veder partire il figlio Andrej per il fronte. Lo accompagnò a Tambov, dove assistette con le altre madri al viaggio – spesso di sola andata – dei vagoni carichi di giovani soldati.
Lo scrittore, che nei mesi precedenti aveva composto l'appassionato appello pacifista Ricredetevi!, rimase sdegnato dal comportamento di Andrej, a lui sempre ostile, così come da quello di Lev junior, il quale, nuovamente in contrasto col padre, pubblicò un articolo a favore del conflitto in corso. Come se non bastasse, anche il figlio Michail aveva intrapreso da diversi anni la carriera militare. Andrej, invece, fu congedato dopo qualche mese per disturbi nervosi.
Tolstoj ricominciò a meditare la fuga, dapprima nel maggio del 1906 (lamentandosi nel diario di «quanta poca efficacia abbia tra gli uomini la verità. E soprattutto qui in casa») e poi sul finire dell'anno successivo, indignato perché Sonja aveva fatto arrestare alcuni contadini, colpevoli d'un furto di cavoli dall'orto, ed aveva richiesto che la casa fosse sorvegliata dalle guardie. Nel frattempo, un grave lutto li aveva colpiti: la morte della figlia Marija, di trentacinque anni, per polmonite.
Nel maggio del 1909 Sonja trovò il manoscritto de Il diavolo, che il marito aveva composto vent'anni prima, nascondendolo sotto la fodera interna di una poltrona, affinché lei non lo leggesse. Per la trama di questo racconto Tolstoj si era ispirato, oltre che alla storia di un conoscente, anche alla propria relazione con Aksin'ja e alla successiva infatuazione per Donma. Sonja non la prese bene e ci fu una violenta lite. Dal canto suo, Tolstoj appuntò in giugno:
In luglio lo scrittore, ormai ottantenne, fu invitato al congresso della pace a Stoccolma e iniziò a preparare una conferenza. La moglie lottò con lui parecchi giorni per dissuaderlo dal fare un viaggio così lungo e come ultima carta minacciò di uccidersi con la morfina; Tolstoj le strappò di mano la boccetta e rinunciò a partire. Ma Sonja non si dava pace: la ossessionava l'idea che i discepoli del marito – che lei chiamava «gli oscuri» o «i tenebrosi» – volessero avvelenarla e che tra lui e Čertkov vi fosse un amore omosessuale (quest'ultimo sospetto era basato su un vecchio foglio dei diari di Tolstoj). Ella aveva ormai del tutto rinunciato a continuare il lavoro di copiatura degli scritti del coniuge, ma non sopportava che la sostituissero i tolstoiani insieme alla figlia minore. Spiegherà Tat'jana:
Di lì a un anno il marito, d'accordo con le figlie Tat'jana e Aleksandra, avrebbe portato da Sonja, per una visita, il neuropatologo Grigorij Ivanovič Rossolimo, che avrebbe formulato la seguente diagnosi: «degenerescenza doppia: paranoica e isterica con predominanza della prima».
Nel 1910 il travaglio proseguì da gennaio a maggio, ma senza gravi scontri. In primavera Tolstoj espresse ancora a Sonja la volontà di cambiare vita «con o senza di lei», ma glielo comunicò con tenerezza, abbracciandola.

### L'ultima estate insieme
Alla fine di maggio la situazione precipitò nuovamente, dopo che la moglie era tornata a chiedere che l'abitazione fosse presidiata dalle guardie. Tolstoj si trasferì in giugno dall'amico Čertkov, vicino a Mosca, dove rifletté sul da farsi, annotando nel diario:
Sonja gl'inviò un telegramma, supplicandolo di tornare. Lo scrittore acconsentì, ma una volta a casa la trovò, secondo le proprie parole, «in uno stato d'isteria e d'esaltazione che non è possibile descrivere». I giornali avevano appena diffuso la notizia (vera) che Tolstoj aveva affidato a Čertkov i propri vecchi diari, sottraendoli così alla custodia della moglie, che ne pretese la restituzione. Ella inoltre lesse di nascosto l'appunto in cui il marito parlava della «lotta con Sonja per il bene» e per protesta uscì di casa in piena notte sotto la pioggia, tornando infradiciata al mattino. Dopo qualche giorno, Sonja scappò ancora in giardino di notte, ma questa volta Lev junior, che si era impuntato a spalleggiare la madre, ordinò al padre di andarla a cercare; la scenata proseguì fino alle quattro del mattino facendo sentire Tolstoj terribilmente umiliato.
Fu allora che egli scrisse il suo ultimo testamento, in cui cedeva al pubblico dominio tutti i diritti d'autore, anche quelli delle opere antecedenti al 1881, privando così la famiglia di ogni rendita derivante dai lavori che Sonja aveva copiato con tanta fatica. Il documento fu firmato da Tolstoj il 22 luglio 1910, durante un incontro segreto organizzato nel bosco da Čertkov, che avrebbe quindi potuto pubblicare liberamente gli scritti del maestro, compresi i romanzi. Dato che la legge imponeva di nominare un erede, Tolstoj designò Aleksandra affinché facesse valere le sue volontà, affidando a Čertkov la cura e l'amministrazione delle opere. Le rendite concernenti gli scritti postumi sarebbero state destinate all'acquisto di terre per i contadini.
Il 25 dello stesso mese, Sonja si allontanò in pianto da Jasnaja, portando con sé del veleno. Il figlio Andrej la incontrò alla stazione di Tula e la ricondusse a casa; qui Andrej litigò col padre, cercando poi di accordarsi con Lev junior per farlo interdire.
Nei giorni seguenti, Tolstoj ritrovò Sonja tranquilla e amorevole, addirittura più che in passato. Sospettò allora che ella avesse intuito qualcosa e che mirasse, con le buone, a farlo recedere dalle sue decisioni. Verso la fine del mese iniziò un nuovo diario – custodito nello stivale perché non potessero leggerlo né la moglie né Čertkov – in cui scrisse:
Il 2 agosto giunse alla conclusione di essersi comportato male nei confronti di Sonja, se non altro per aver agito di nascosto, alle sue spalle. Lo comunicò a Čertkov, che gli rispose con una lunga lettera, piena di aspri giudizi sulla famiglia di Tolstoj, il quale si pentì di aver messo in discussione i consigli dell'amico. Sonja ricominciò intanto a minacciare il suicidio, esigendo questa volta che il marito troncasse ogni rapporto con Čertkov.
Mentre la moglie era assente, lo scrittore fu invitato dalla figlia Tat'jana a trascorrere un soggiorno nella sua proprietà, per riprendersi dalle recenti tensioni. Ma Sonja giunse in tempo per supplicarli, fra le lacrime, di venire con loro, dato che aveva paura di restare da sola. «Riposare», chiedeva alla figlia, «di che? Del mio amore? Delle cure che ho per lui? Cosa diresti se ti portassero via il marito perché, lontano, si riposi da te?». Partiti perciò insieme, trascorsero due settimane di relativa tranquillità, al termine delle quali Sonja tornò a Jasnaja per certi affari. Tolstoj allora scrisse:

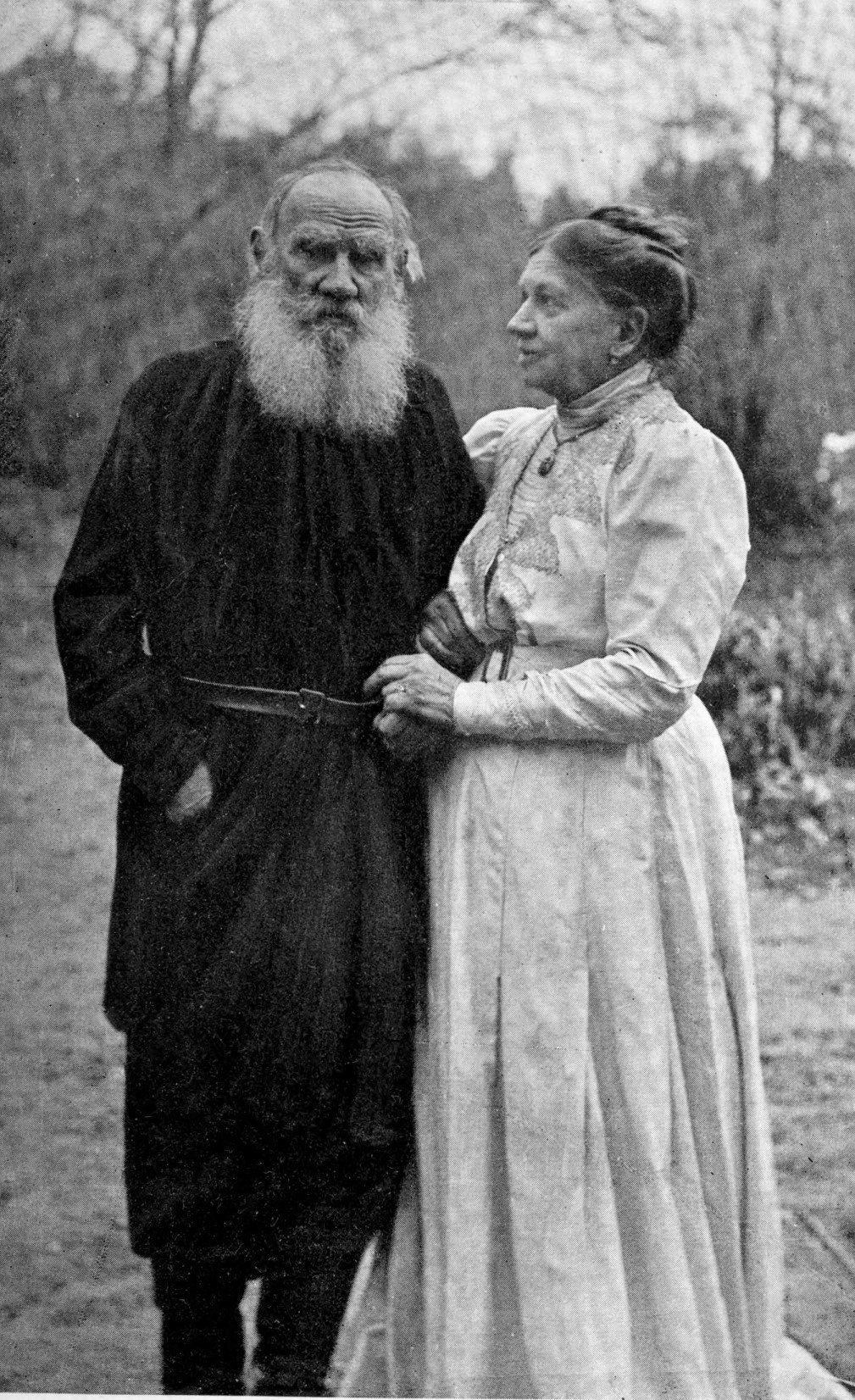
Sonja col marito, sei settimane prima che lui morisse. In un appunto scherzoso del 1873 Tolstoj aveva scritto: «Io sono il malato numero uno di quell'ospedale per pazzi che è la mia casa di Jàsnaja Poljàna. Temperamento sanguigno. Categoria degli alienati tranquilli. La mia follia consiste nel credere di poter cambiare con le parole la vita degli altri».

Il 2 settembre, prima del rientro del marito, Sonja chiamò un sacerdote per far benedire la casa con l'acqua santa, onde scacciarne lo spirito di Čertkov. Quando Tolstoj fu messo al corrente dell'iniziativa, annotò nel diario:
Egli si sentiva depresso e provava terrore all'idea di tornare a Jasnaja; difatti là ricominciarono le liti. In una lettera del 12 settembre, la moglie gli scrisse:

### Un tragico ottobre
Il 3 ottobre lo scrittore svenne a tavola, accusando una crisi cardiaca accompagnata da convulsioni. Sonja, ritenendosene la principale responsabile, si mise a pregare in ginocchio ai piedi del marito: «Signore! Perdonami. Sì, sono io la colpevole. Signore, per questa volta non ancora, non ancora!».
Facendo appello alle proprie migliori intenzioni, chiese lei stessa a Čertkov di riprendere le visite e si riconciliò momentaneamente con Aleksandra. Dopo due giorni, Tolstoj superò la malattia, ma la moglie, avendo trovato il diario che lui custodiva negli stivali, non seppe trattenersi dal fare nuove scenate e nelle settimane successive non smise di frugare tra gli effetti personali del marito. Si arrivò così alla fatidica notte, tra il 27 e il 28 ottobre, quando la ripugnante sensazione di essere spiato fece scattare in Tolstoj la definitiva decisione di fuggire, come spiegato l'indomani nel diario:
Egli, date le sue condizioni di salute, era probabilmente consapevole di stare andando incontro alla morte. Al mattino, Aleksandra consegnò alla madre una lettera di Tolstoj. Dopo aver letto le prime righe con le parole «la mia partenza ti farà dispiacere», Sonja corse in giardino e poi nel bosco, dove si lasciò cadere nello stagno, dal quale fu subito ripescata dalla stessa Saša. Lo scrittore, accompagnato dal suo medico ed amico Dušàn Makovitskij, si diresse nel frattempo al monastero di Optina e da lì arrivò il 29 a Šamàrdino, presso il convento della sorella Màrija, dove in breve lo raggiunse Aleksandra, avvisata dal padre per lettera.
Per ricondurre a casa il coniuge, Sonja aveva ricercato la complicità della figlia minore, ma questa seguì invece il padre nella sua fuga. Sulle tracce di Tolstoj si era messo anche Andrej, che avrebbe potuto giungere dal padre da un momento all'altro. Nella notte tra il 30 e il 31, lo scrittore decise quindi di ripartire, verso i luoghi che più gli ricordavano la giovinezza: la Romania, il Caucaso. Sonja intanto aveva smesso di mangiare e veniva sorvegliata in ogni istante perché le fosse impedito di compiere altri gesti disperati. Il marito le scrisse allora l'ultima lettera, conclusa con queste riflessioni:

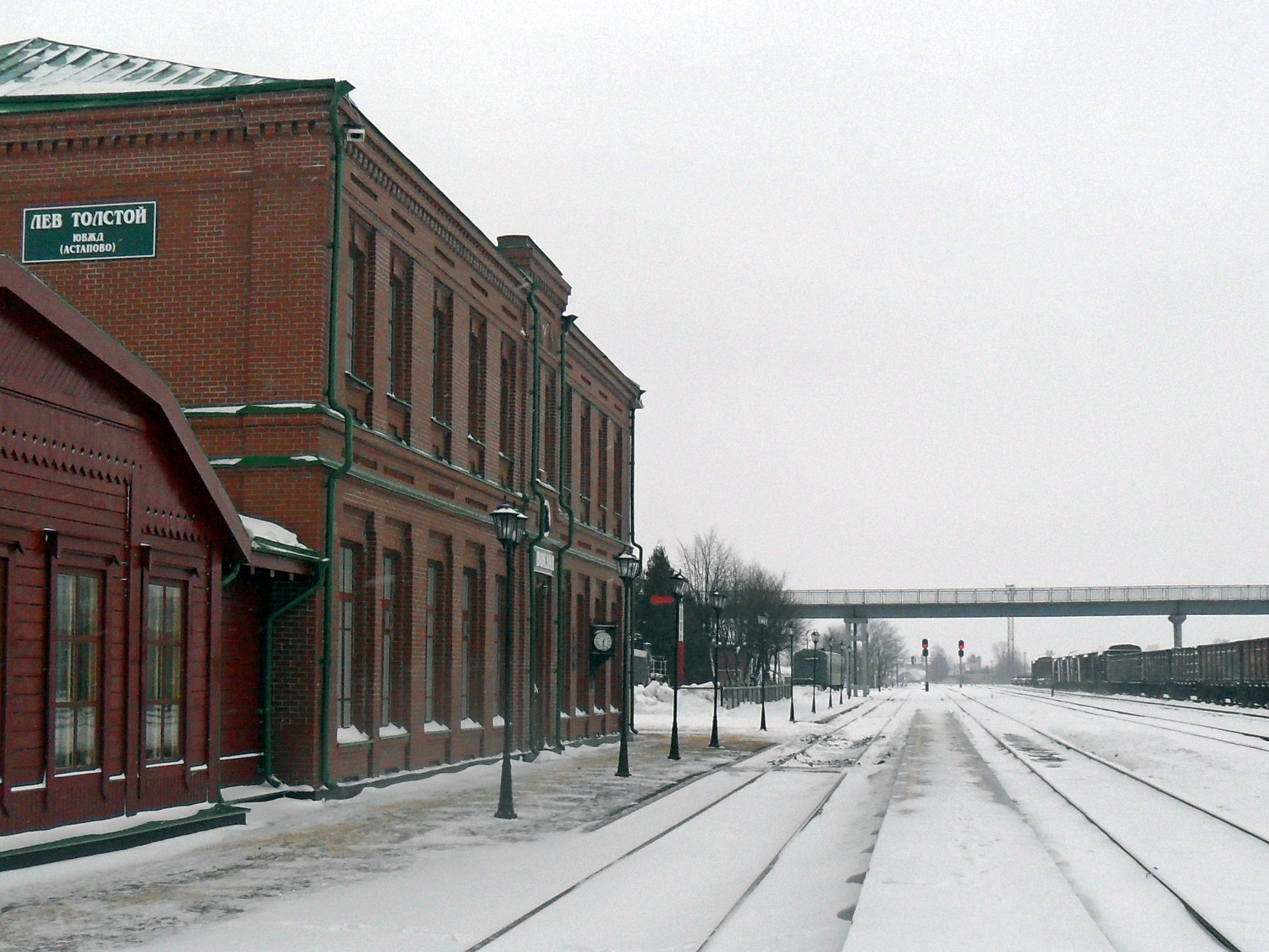
La stazione ferroviaria di Astapovo, poi ribattezzata «Lev Tolstoj»

Trascorsa in treno la giornata del 31, Tolstoj venne fatto scendere ad Astàpovo: aveva preso freddo e misurava 40° di febbre, perciò non era in grado di proseguire il viaggio.

### Separati ad Astapovo
Mentre lo scrittore giaceva ammalato presso il modesto alloggio del capostazione, i suoi familiari a Jasnaja vennero informati per telegrafo da un giornalista, cosicché nella notte fra il 2 e il 3 novembre Sonja raggiunse Astapovo con un treno speciale, accompagnata da Tat'jana, Andrej e Michail, assieme ad un gruppo di medici e infermieri. Il loro vagone fu spinto su un binario morto per sostarvi il tempo necessario. Poco prima erano arrivati il primogenito Sergej e Čertkov, messi entrambi al corrente da Aleksandra.
Tolstoj parlò con Sergej e poi con Tat'jana, dettando un telegramma ai figli che credeva fossero rimasti a Jasnaja accanto a Sonja: «Vi prego di trattenere la mamma. Nel mio stato di debolezza il cuore non sopporterebbe un incontro». La moglie attendeva nel vagone che il marito la facesse chiamare, ma questo non avvenne. Ella poté solo avvicinarsi alla finestra della stanza dove lui stava morendo, nel tentativo di vedere o udire qualche cosa. Tolstoj fece velare la finestra con una tendina, perché gli era sembrato di vedere un volto di donna che cercava di sbirciare dentro.
Alcune settimane prima di fuggire, egli aveva annotato nel proprio diario intimo: «Abbiamo organizzato male le cose. Un fardello troppo pesante ricade sulle spalle di Sonja». In fin di vita, ripeté quelle stesse parole a Tat'jana, che riferirà:
Lev junior, che in quel momento stava tornando da Parigi, dichiarerà:
Quando alle cinque del mattino del 7 novembre fu permesso alla moglie di entrare nella stanza, Tolstoj aveva ormai perso per sempre conoscenza. Sonja si precipitò al suo capezzale, sussurrandogli all'orecchio parole d'amore. Sperava che, se è vero che l'udito è l'ultimo senso che rimane al momento della morte, il marito avrebbe potuto sentirla. Ma Tolstoj non riusciva più a parlare ed emise soltanto pochi profondi sospiri. Ella gli restò accanto, come impietrita, per i giorni e le notti che seguirono, finché il corpo esanime dello scrittore fu trasportato via per il funerale.

### Ultimi anni
Nonostante il marito l'avesse esclusa dal testamento, Sonja poté continuare a vivere agiatamente grazie ad una pensione concessale dallo zar Nicola II. Nel 1912 pubblicò sul giornale La parola russa il racconto Il matrimonio con Lev Nikolaevič Tolstoj, basato su alcuni ricordi annotati anni prima nel diario.
Nel 1913 scrisse e diede alle stampe una Breve autobiografia, in cui riassunse e completò quanto già andava raccogliendo da lunghi anni nelle proprie memorie, rimaste incompiute, intitolate La mia vita. Nel frattempo venne firmato contro di lei, in favore della figlia Aleksandra, un appello a proposito del possesso dei manoscritti del marito. Anche al Mahatma Gandhi – fervente estimatore delle idee di Tolstoj – fu chiesto di firmare, ma questi preferì scrivere direttamente alla vedova, ricevendone una risposta che non gli fece buona impressione.
Almeno in una certa misura, avvenne in Sonja, nell'ultima parte della sua vita, quel cambiamento interiore che il coniuge tanto aveva desiderato anche per lei, come riferirà Tat'jana:
Morì di polmonite (come il marito e la quintogenita Marija) nel 1919, durante la guerra civile russa, poco dopo la requisizione di Jasnaja Poljana da parte del locale comando bolscevico. Destino volle che in quell'anno morisse a Jasnaja anche Aksin'ja, che più di ogni altra donna aveva suscitato la sua gelosia. La contessa ebbe la gioia di essere assistita al capezzale da Aleksandra, divenuta infermiera, con la quale aveva patito gravi dissapori. Il suo corpo non fu sepolto accanto a quello del marito, come ella aveva desiderato, bensì nel cimitero della chiesa parrocchiale, a due chilometri da Jasnaja, dove riposano anche altri membri della famiglia Tolstoj, tra cui la figlia Marija.

## Fama

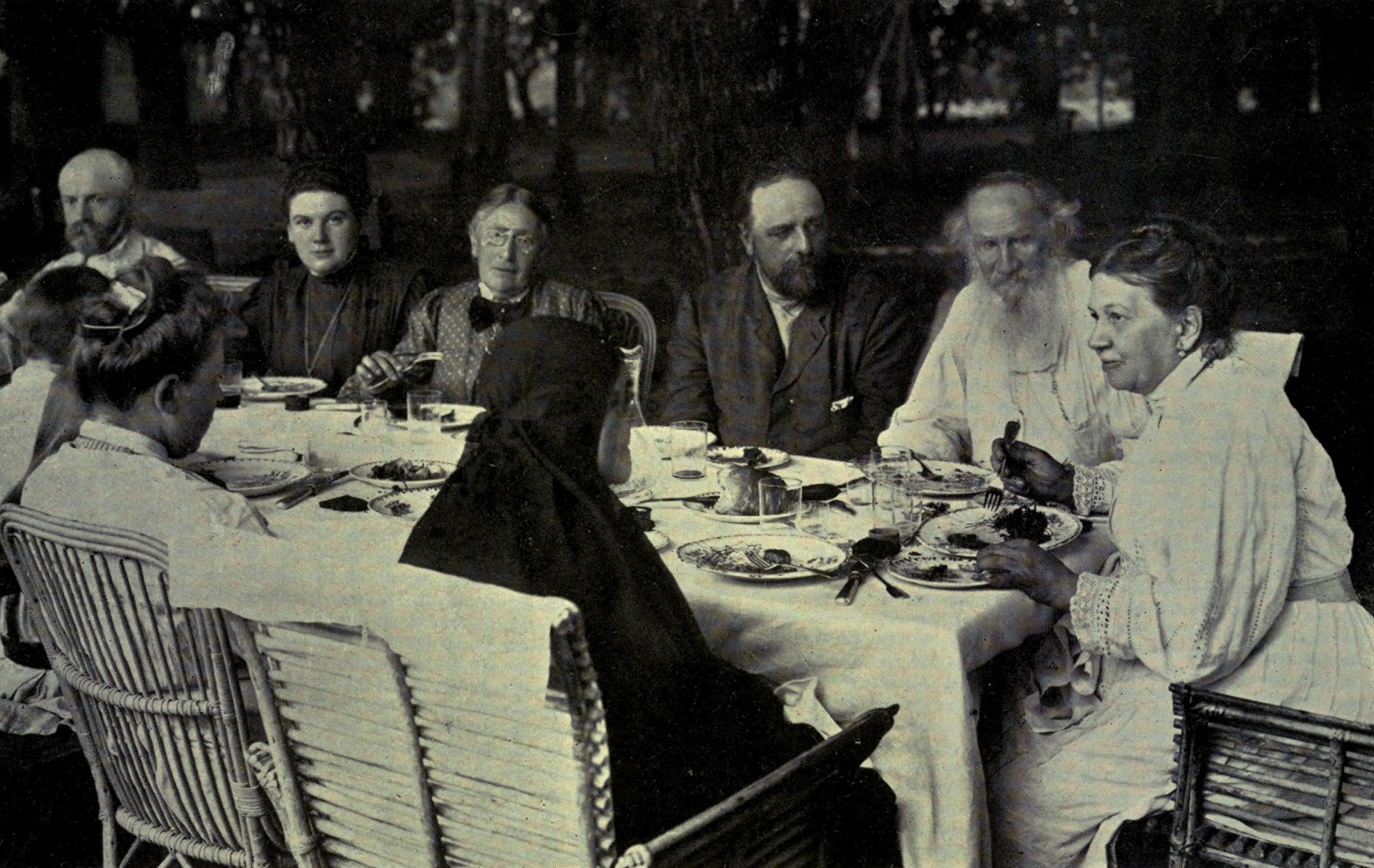
Sonja mentre siede a capotavola, con vicino il marito ed accanto a lui Čertkov

Sonja invecchiò nella paura di ciò che i posteri avrebbero detto di lei. Tale incubo l'aveva spinta al punto di voler controllare le annotazioni quotidiane del marito, per espungerne i passi che in futuro avrebbero potuto metterla in cattiva luce. In una lettera del 1895 gli aveva chiesto:

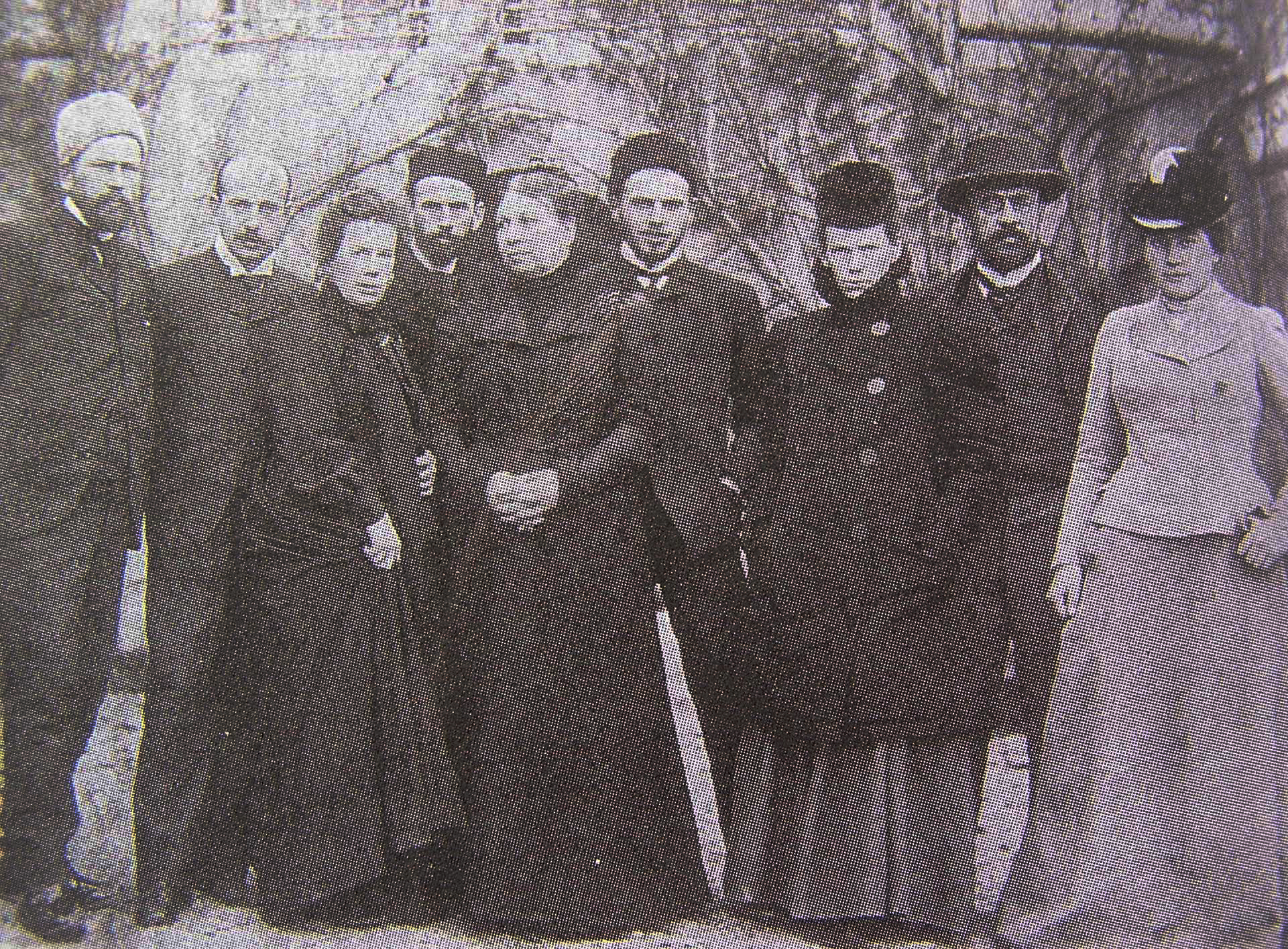
Sonja (al centro) con gli otto figli che raggiunsero l'età adulta (da sinistra: Sergej, Andrej, Tat'jana, Lev, Michail, Marija, Il'ja e Aleksandra). In tutto furono tredici:
1) Sergej, detto Serëža (1863 – 1947)
2) Tat'jana, detta Tanja (1864 – 1950)
3) Il'ja (1866 – 1933)
4) Lev, detto Lëva (1869 – 1945)
5) Marija, detta Maša (1871 – 1906)
6) Pëtr, detto Petja (1872 – 1873)
7) Nikolaj (1874 – 1875)
8) Varvara (1875 – 1875)
9) Andrej (1877 – 1916)
10) Michail (1879 – 1944)
11) Aleksej (1881 – 1886)
12) Aleksandra, detta Saša (1884 – 1979)
13) Ivan, detto Vanička (1888 – 1895)

Ma a scrivere contro di lei sarebbero stati soprattutto i seguaci del marito, in difesa di quest'ultimo. Il futuro premio Nobel Romain Rolland, nella sua biografia di Tolstoj del 1911, la considerò una moderna Santippe. Victor Lebrun, ex segretario di Tolstoj, non avrebbe utilizzato mezzi termini:
Altre testimonianze dell'epoca, seguendo un'impronta imposta da Vladimir Čertkov, presentarono lo scrittore come un martire vittima della moglie. Čertkov e i suoi collaboratori recuperarono inoltre per la pubblicazione quelle note che Tolstoj stesso aveva cancellato dai propri diari perché recriminatorie nei confronti della moglie; omisero invece vari riferimenti a lei favorevoli dagli appunti e dalle lettere del marito.
Maksim Gor'kij fu uno dei pochi a delineare Sonja in termini positivi, così come Dmitrij Petrovič Mirskij, che la definì «una sposa, una madre e una padrona di casa ideale». Giovanni Pascoli la menzionò nel suo poema italico intitolato Tolstoi (1911), definendola «saggia».
I figli si divisero: Aleksandra la attaccò, mentre Lev junior, in risposta a Rolland che aveva dipinto Sonja come una donna incapace di «capire», argomentò che ella «era in grado di capire perfettamente non solo tutto ciò che Tolstoj scriveva, ma anche le cause profonde, che per gli altri restavano nascoste, e le ragioni per le quali da scrittore si andava trasformando in profeta». Tat'jana intervenne, ormai anziana, col dichiarato intento di ripristinare l'imparzialità, giustificando sia il padre sia la madre. Enzo Biagi osserverà che: «A parte il cattivo e accidioso carattere di Sofija, largamente riconosciuto, Tolstoj non doveva essere un marito comodo», mentre Simone de Beauvoir ritenne inutile parlare di colpe, di fronte al dramma vissuto dalla contessa:
Nella seconda metà del Novecento il dibattito non si spense. Viktor Borisovič Šklovskij tratteggiò la moglie dello scrittore come una borghese con pretese aristocratiche, di cultura ristretta, troppo legata alla realtà presente:
Sulla stessa linea Grazia Cherchi, che ha identificato nella noia la principale componente della personalità di Sonja, una noia da «piccola borghese fatta e sputata». Ancor più aspro il giudizio del Nobel Elias Canetti, che ha attribuito alla contessa una volontà violentemente possessiva e distruttiva:
Come descritto da Tat'jana, sua madre si era difesa «davanti a tutto: parando in anticipo gli attacchi che sapeva un giorno le avrebbero sferrato. E sapeva anche chi». Il diario di Sonja trovò un interessato lettore in Stalin, ricevendo in seguito un particolare apprezzamento da parte del Nobel Doris Lessing, che vi ha colto una significativa descrizione della condizione femminile del passato, utile al cammino delle nuove generazioni:
Non a caso l'attrice Helen Mirren, che ha interpretato il personaggio di Sonja nel film The Last Station (2009), ha dichiarato di provare per lei una forte empatia, nonostante non le accomunassero grandi somiglianze.

### Opere di Sof'ja Tolstaja
- Sof'ja Tolstaja, Amore colpevole, traduzione di Nadia Cicognini, con in appendice la Breve autobiografia della contessa Sof'ja Andreevna Tolstaja, La Tartaruga, Milano, Baldini Castoldi Dalai, 2009, ISBN 978-88-7738-476-8.
- Sof'ja Tolstaja, I diari: 1862-1910, traduzione di Francesca Ruffini e Raffaella Setti Bevilacqua, prefazione di Doris Lessing, traduzione della prefazione di Raffaella Patriarca, preceduti da Il matrimonio con Lev Nikolaevič Tolstoj, La Tartaruga, Milano, Baldini Castoldi Dalai, 2010, ISBN 978-88-7738-485-0.
- (EN) Sofia Andreevna Tolstaya, My Life, traduzione di John Woodsworth e Arkadi Klioutchanski, introduzione e cura di Andrew Donskov, Ottawa, University of Ottawa Press, 2010, ISBN 978-0-7766-3042-7.